# Rudolf Havenstein
Rudolf E. A. Havenstein (Meseritz, Alemanha, 10 de março de 1857 – Berlim, 20 de novembro de 1923) foi um jurista alemão, presidente do Reichsbank, banco central alemão, durante o período de hiper inflação (1921-1923).